# Morgenjournal
Das Morgenjournal ist eine Informationssendung des aktuellen Dienstes des Österreichischen Radiosenders Ö1, das jeden Morgen um 7.00 bis 7.33 und 8.00 bis 8.20 Uhr Nachrichten aus Politik, Kultur und Wissenschaft und den Wetter- und Börsenbericht bringt. Diese Sendung entstand nach dem Einmarsch des Warschauer Paktes in der Tschechoslowakei 1968.
Die Pendants zum Morgenjournal bilden das Mittagsjournal (das bereits 1967 nach dem Rundfunk-Volksbegehren entstand), das Abendjournal und das Nachtjournal.
Das Morgenjournal wird von etwa 250.000 Hörern verfolgt.
2016 und 2017 wurde das Morgenjournal beim Österreichischen Radiopreis als beste Nachrichtensendung ausgezeichnet.